# 路克空軍基地

路克空軍基地（英語：Luke Air Force Base）是一座位於美國亞利桑那州鳳凰城以西24公里的美國空軍基地。基地以第一次世界大戰中的美國飛行員兼榮譽勳章受獎人小法蘭克·路克少尉（Frank Luke, Jr.）的名字命名。路克空軍基地目前是美國空軍教育訓練司令部(AETC)用來訓練F-16戰鬥機飛行員的主要訓練基地。該基地正逐步換裝F-35戰機。

## 概述

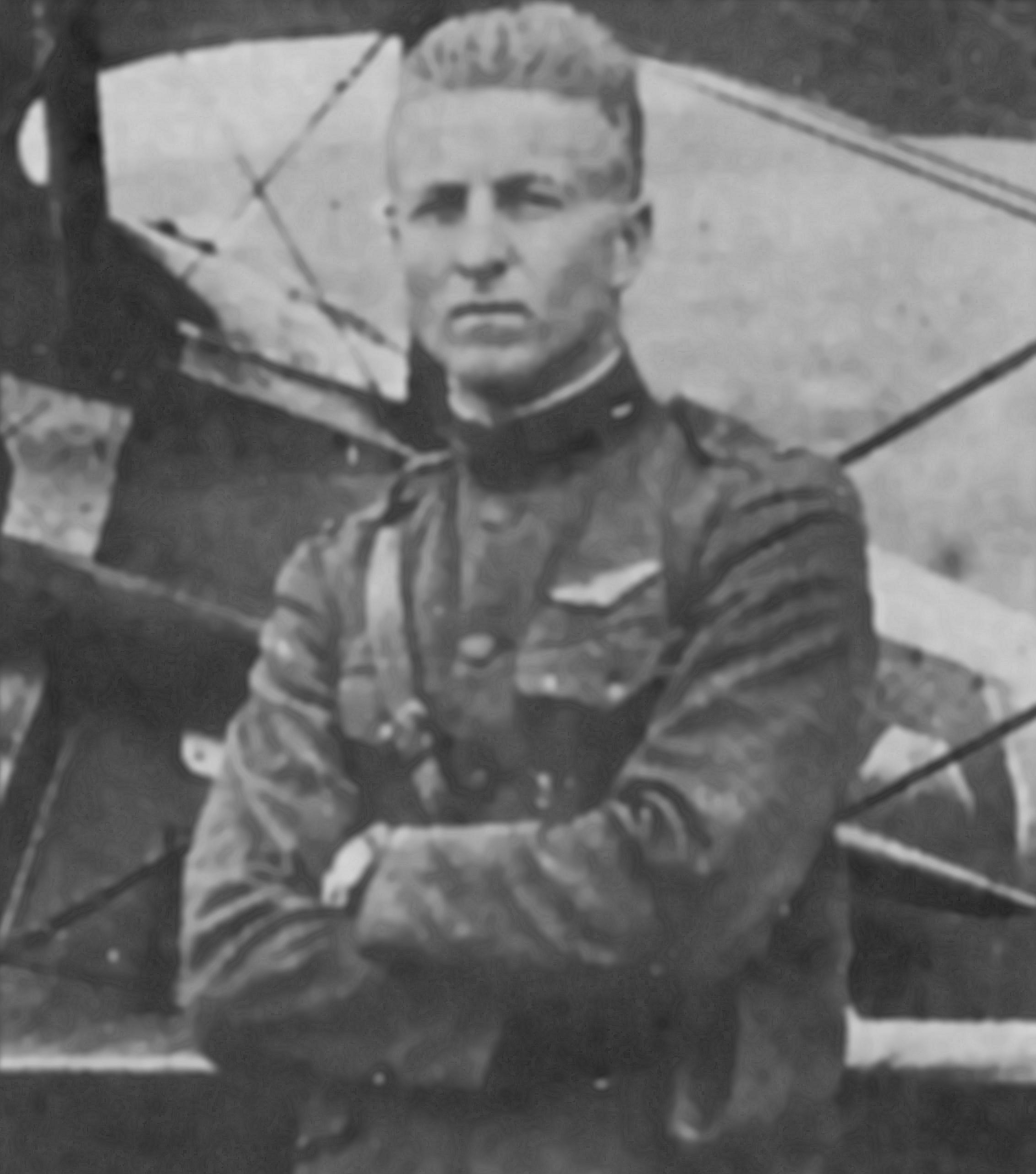
小法蘭克·路克少尉

基地是以第一位受頒榮譽勳章的飛行員小法蘭克·路克少尉的名字命名，路克少尉於1897年出生在基地附近的鳳凰城。在第一次世界大戰期間路克少尉獲得了十八次的空戰勝利直到1918年9月於法國陣亡。
空軍教育訓練司令部的第五十六戰鬥機聯隊（56 FW）駐紮在此地。聯隊由27個中隊組成，其中包括8個戰鬥機中隊。此外有少數其他單位也駐紮在這座基地，包括第944戰鬥機聯隊（944FW）。
基地的基本人口包括約7,000名軍事和文職人員和15,000名眷屬。還有大約80,000名退役人員生活在鄰近的鳳凰城，基地服務的總人口超過10萬。

## 駐紮單位
美國空軍教育訓練司令部（AETC）
- 第十九航空隊（英语：Nineteenth Air Force）
  - 第五十六作戰大隊（英语：56th Operations Group）負責基地的運作和進階戰鬥訓練任務。
  - 第五十六戰鬥機聯隊（英语：56th Fighter Wing）下轄飛機的垂直尾翼代碼（tail code）為「LF」，其下轄單位包含[1]
    - 第21戰鬥機中隊（英语：21st Fighter Squadron）「Gamblers」– F-16V戰隼
    - 第61戰鬥機中隊（英语：61st Fighter Squadron）「Top Dogs」– F-35A閃電II
    - 第62戰鬥機中隊（英语：62nd Fighter Squadron）「Spike War Dawgs」– F-35A閃電II
    - 第63戰鬥機中隊（英语：63d Fighter Squadron）「Panthers」– F-35A閃電II
    - 第308戰鬥機中隊（英语：308th Fighter Squadron）「Emerald Knights」– F-35A閃電II
    - 第309戰鬥機中隊（英语：309th Fighter Squadron）「Wild Ducks」– F-16C/D戰隼
    - 第310戰鬥機中隊（英语：310th Fighter Squadron）「Tophats」– F-16C/D戰隼
    - 第309戰鬥機中隊（英语：309th Fighter Squadron）「Black Widow」– F-16C/D戰隼
    - 第56作戰支援中隊「Wizards」
    - 第56訓練中隊

第21戰鬥機中隊為美國空軍用來訓練中華民國空軍的F-16飛行員，該中隊的機組人員還有飛機都屬中華民國空軍，飛機塗裝成美國空軍塗裝。第425戰鬥機中隊則用來訓練新加坡空軍飛行員。
- - 第56維修大隊（56th Maintenance Group）負責為基地超過180架的F-16戰鬥機提供保養和維修服務。
    - 756飛機修護中隊
    - 56飛機修護中隊
    - 56設備修護中隊
    - 56零件修護中隊
    - 56維護操作中隊

  - 第56任務支援大隊（56th Mission Support Group）負責提供戰鬥支援。
  - 第56醫療大隊除了服務基地的工作人員外，同時也負責鳳凰城地區超過84,000名軍文職退役人員。

美國空軍預備役司令部（AFRC）
- 第十航空隊（英语：Tenth Air Force）
  - 第九四四戰鬥機聯隊（英语：944th Fighter Wing）
  - 第九四四作戰大隊（944th Operations Group）
    - 第69戰鬥機中隊（英语：69th Fighter Squadron）「Werewolves 」– F-16C/D戰隼、F-35A閃電II

## 歷史

### 第二次世界大戰
1940年，美國陸軍派出一名代表至亞利桑那州選擇一個地點做為陸軍航空隊的訓練場用來訓練戰鬥機飛行員。鳳凰城市政府收購了一千四百四十英畝（5.8平方公里）的土地，租給聯邦政府並收取每年1美元的象徵性租金從1941年3月24日起。1941年3月29日基地的第一座建築動工，然而基地並不是一開始就被稱為路克基地，基地的第一個名字為Litchfield Park Air Base，因為當時在夏威夷的珍珠港已經有另一座機場使用了「路克」這個名字，直到後來舊路克機場放棄並釋出這個名字後基地才正式更名為路克基地。同年，基地開始用AT-6教練機訓練戰鬥機飛行員，第一個訓練班隊"41F"班隊的45名學員在1941年6月抵達並開始戰鬥訓練，當時基地只有少數的主建築完工並開始使用。
在整個第二次世界大戰期間，路克基地是最大的陸軍航空隊戰鬥機飛行員訓練基地，超過12,000名飛行員在這裡完成AT-6, P-40, P-51, P-38的飛行訓練課程。因此路克基地被稱做「戰鬥機飛行員之家」。1944年2月7日，路克基地的飛行員總飛行時數達到了一百萬飛行小時。然而在戰後基地的飛行員很快的銳減到299名，1946年基地甚至被裁撤。

### 訓練基地
韓戰開始之後路克基地很快的在1951年2月重新啟用，並做為空中訓練司令部（Air Training Command）的一部分。在1964年之前使用P-51和F-86戰鬥機用作訓練並在之後換裝F-104星式戰鬥機。在二十世紀的六十年代，成千的飛行員自這裡完成訓練並前往越南與世界各地進行戰鬥任務。

## 外部連結
- Luke AFB Home Page （页面存档备份，存于）
- Luke AFB Services Squadron （页面存档备份，存于）
- Luke Field in World War II
- FAA机场平面图 (PDF)（自2025-02-20起）